# Naoki Hoshino

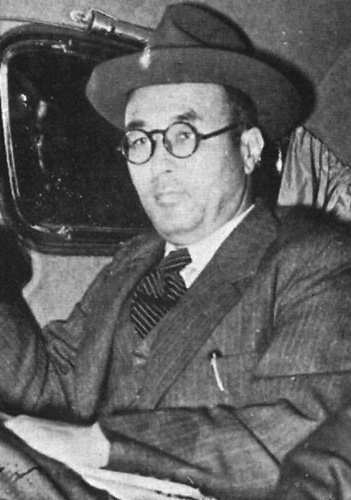
Hoshino en 1941.

Pour les articles homonymes, voir Hoshino.
Naoki Hoshino (星野 直樹), né le 10 avril 1892 à Yokohama et décédé à l'âge de 85 ans le 26 janvier 1978 à Tokyo, est un bureaucrate et homme politique japonais des ères Taishō et Shōwa qui fut très présent dans l'administration du Mandchoukouo.

## Biographie
Hoshino est né à Yokohama où son père travaille dans l'industrie textile. Sa tante paternelle fut principale du collège Tsuda, une université pour femmes réputée.
Devenu membre de la clique financière dirigeante Ni-Ki-San-Suke par l'intermédiaire de son père, Hoshino sort diplômé de droit de l'université impériale de Tokyo avant de travailler au ministère du Trésor. Il gravit les échelons dans différents secteurs allant de la régulation bancaire à la taxation et, en 1932, devient vice-ministre du développement industriel.
Après l'invasion japonaise de la Mandchourie et la création de l'État fantoche du Mandchoukouo, il mène une équipe de bureaucrates du ministère du Trésor en juillet 1932 pour fournir une structure financière au nouveau territoire. En 1937, il devient vice-ministre des Affaires financières du Mandchoukouo. Il dirige ainsi personnellement le bureau d'État du monopole de l'opium qui propage à grande échelle l'usage des narcotiques, d'abord en Mandchourie puis en Chine, afin d'atténuer la résistance de la population à l'occupation et à l'expansion japonaise tout en engendrant des profits colossaux. Sous son autorité, des dizaines de milliers d'hectares sont confisqués pour y planter du pavot, tandis que des dizaines de laboratoires sont construits pour transformer le goudron d'opium en morphine ou héroïne de différentes qualités. L'économie mandchoue devient ainsi inextricablement liée aux drogues dures. Ce succès administratif fait du Japon en 1935 le plus grand fabricant de narcotique du monde, produisant environ trois tonnes ou 10 % du volume total de morphine et 37 % de l’héroïne. Selon le testament du général Ryūkichi Tanaka lu devant le tribunal militaire international pour l'Extrême-Orient, durant son poste en Mandchourie, les revenus issus du trafic d'opium et autres narcotiques devinrent la première source de liquidités du gouvernement du Mandchoukouo. Une partie de ces narcotiques est exportée vers le Japon où elle est utilisée par la compagnie de tabac Mitsui pour produire des cigarettes spéciales pour le marché chinois sous la marque Golden Bat (en), très populaire en Extrême-Orient. Contenant de petites doses d'opium à leur embouchure, ces cigarettes provoqueront l'addiction de millions de personnes et contribueront au délabrement de la société chinoise tout en procurant d'importants profits à l'économie japonaise évalués à (toujours selon le testament) 300 millions de dollars d'avant-guerre chaque année.
Ayant réussi avec succès sa mission d'établir la bonne santé de l'économie japonaise en Mandchourie, Hoshino est rappelé au Japon en 1940 pour prendre la tête du « département des projets » au ministère du Trésor afin de réorganiser l'économie du Japon dirigé par l'association de soutien à l'autorité impériale dans le second gouvernement de Fumimaro Konoe. En 1941, il devient membre de la chambre des pairs et est nommé secrétaire général du Cabinet dans le gouvernement de Hideki Tōjō avec pour mission de basculer l'économie du Japon en économie de guerre sur la base d'un socialisme d'État.
Après la défaite de 1945, il est arrêté par les forces alliées et jugé au tribunal militaire international pour l'Extrême-Orient en tant que criminel de guerre de classe A sur les chefs d'accusation 1, 27, 29, 31, 32 en même temps que d'autres membres de l'ancienne administration du Mandchoukouo responsables des décisions de l'administration japonaise. Il est reconnu coupable et condamné à la prison à vie à la prison de Sugamo de Tokyo tandis que son proche allié, le général Kenji Doihara est reconnu coupable de contrebande de narcotiques dans les zones occupées et non-occupées et est condamné à mort et pendu. Selon l'acte d'accusation, en tant qu'outils des gouvernements japonais successifs ils « .. poursuivaient une politique visant à affaiblir la résistance des populations autochtones (. . .) en encourageant directement ou indirectement l'augmentation de la production et l'importation d'opium et autres narcotiques et en soutenant la vente et la consommation de diverses drogues ».
Il est libéré de prison en 1958 et devient président de plusieurs compagnies, dont la Tōkyū. Il publie ses mémoires en 1963, qui créent un peu de sensation en raison de l'admiration toujours importante pour les accomplissements japonais au Mandchoukouo, et pour son manque de respect au dirigeant Hideki Tōjō. Il meurt à Tokyo en 1978.

## Source de la traduction
- (en) Cet article est partiellement ou en totalité issu de l’article de Wikipédia en anglais intitulé « Naoki Hoshino » (voir la liste des auteurs).